# Человек ли он?
«Человек ли он?» — художественный фильм в жанре притчи, снятый в 1979 году на киностудии «Грузия-фильм» режиссёром Семёном Долидзе по одноимённой повести классика грузинской литературы Ильи Чавчавадзе.

## Сюжет
Князь Мосэ обманом сосватал свою некрасивую дочь мелкопоместному князю Луарсабу Таткаридзе. После раскрытия обмана князь Луарсаб не стал инициировать конфликта — то ли по лености души, то ли из-за страха перед возможным шантажом со стороны нового родственника — и смирился с браком. И жили они долго в лености и невежестве и умерли в один день.

## В ролях
- Нодар Маргвелашвили
- Лейла Шотадзе
- Меги Цулукидзе
- Джемал Гаганидзе
- Татиа Хайндрава
- Манана Гамцемлидзе
- Бадри Бегалишвили
- Вано Гогитидзе
- Георгий Гегечкори

## Съёмочная группа
- Режиссёры — Семён Долидзе, Кети Долидзе
- Сценаристы — Семён Долидзе, Заира Арсенишвили (литературная основа — Ильи Чавчавадзе)
- Оператор — Михаил Медников
- Художник-постановщик — Кахи Хуцишвили
- Композитор — Давид Торадзе